# Eduard Mohr
Eduard Adolph Paul Mohr (ur. 29 czerwca 1902 w Hamburgu, zm. 20 września 1984 tamże) – niemiecki żeglarz sportowy, medalista olimpijski.
Podczas letnich igrzysk olimpijskich w Berlinie (1936) zdobył, wspólnie z Hansem Howaldtem, Alfriedem von Bohlen und Halbachem, Fritzem Bischoffem, Felixem Scheder-Bieschinem i Otto Wachsem, brązowy medal w żeglarskiej klasie 8 metrów.